# Sankt Olofs församling, Göteborgs stift
Sankt Olofs församling var en församling i nuvarande Göteborgs stift och nuvarande Lilla Edets kommun. Församlingen uppgick 1473 i Sankt Peders församling.

## Administrativ historik
Församlingen har medeltida ursprung som stadsförsamling i Lödöse stad. Församlingen införlivades 17 augusti 1473 i Sankt Peders församling efter att Nya Lödöse anlades vid Säveån närmare Göta älvs mynning.